# جيم موراي (لاعب كرة قاعدة أمريكي)
جيم موراي (بالإنجليزية: Jim Murray)‏ هو لاعب كرة قاعدة أمريكي، ولد في 31 ديسمبر 1894 في سكرانتون في الولايات المتحدة، وتوفي في 15 يوليو 1973 في جامايكا ‏ في الولايات المتحدة.

## وصلات خارجية
- جيم موراي (لاعب كرة قاعدة أمريكي) على موقعبيزبول رفرنس.كوم (الدوري الرئيسي) (الإنجليزية)
- جيم موراي (لاعب كرة قاعدة أمريكي) على موقعبيزبول رفرنس.كوم (الدوري الثانوي) (الإنجليزية)